# Ivan Turguêniev
Ivan Sergeiévitch Turguêniev (em russo:  Иван Сергеевич Тургенев; Oriol, 9 de novembro de 1818 – Bougival, 3 de setembro de 1883) foi um romancista, poeta, escritor de contos e novelas, tradutor, dramaturgo e divulgador da literatura russa no Ocidente.
Sua primeira grande publicação, uma coletânea de contos intitulada Memórias de um caçador (1852), foi um marco do realismo russo, e seu romance Pais e Filhos é considerado uma das obras mestras da ficção russa do século XIX.

## Vida e obra
Oriundos de uma família de proprietários rurais abastados, Ivan e seus irmãos Nikolai e Serguéi, foram criados por sua mãe, uma mulher muito educada, mas autoritária, na propriedade da família, Spasskóie-Lutovinovo, que foi concedida ao seu ancestral Ivan Ivánovitch Lutovinov por Ivan, o Terrível.

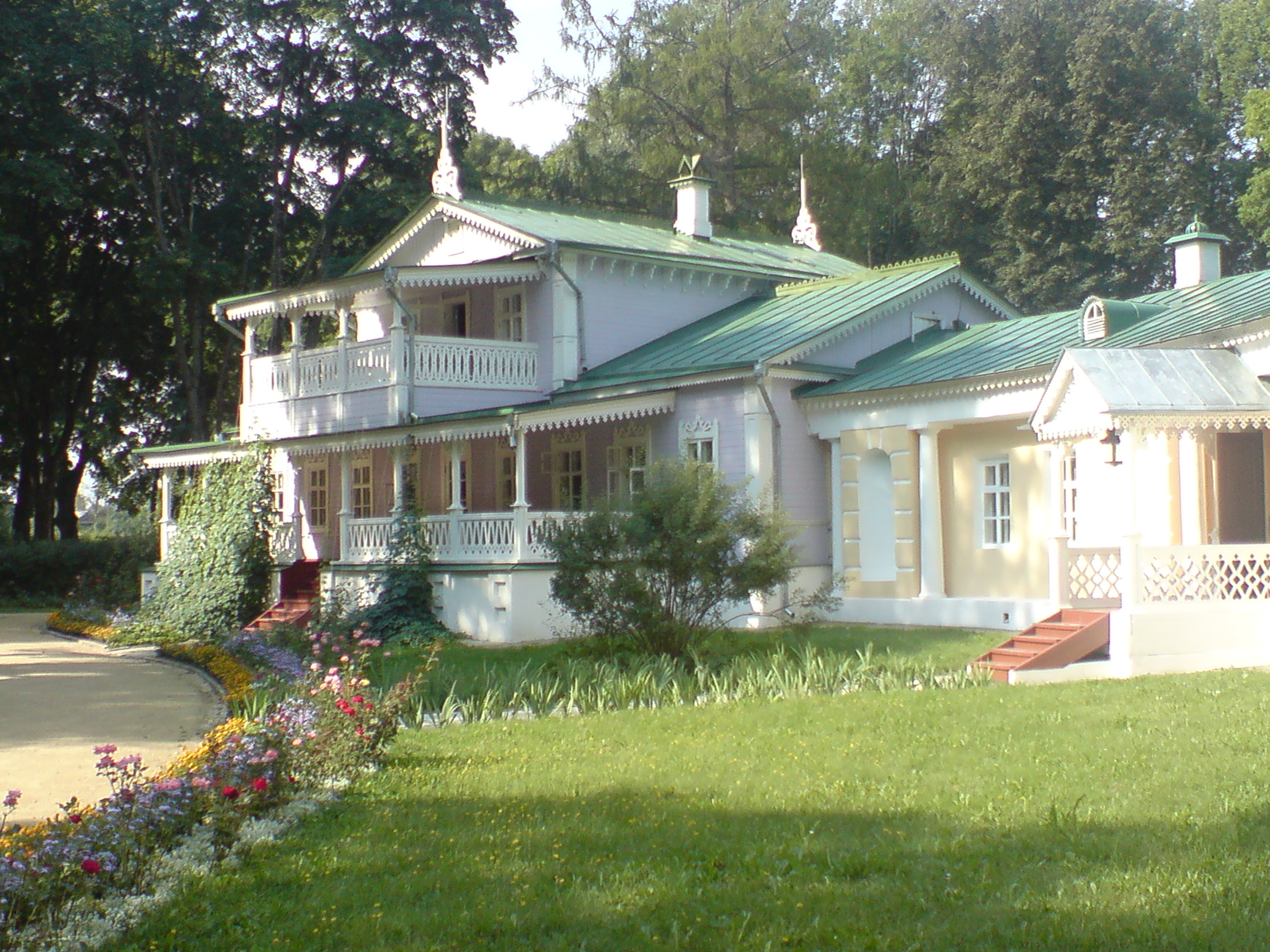
Spasskóie-Lutovinovo, a propriedade rural de Ivan Turguêniev.

Em 1827, a família mudou para Moscovo, onde o jovem Ivan estudou, acabando por ingressar na Universidade de São Petersburgo, na época a mais conceituada do império russo, no ano de 1834. Lá cursou filosofia e, por altura da precoce obtenção do seu bacharelato, aos dezanove anos de idade, publicou uma primeira colectânea de poemas.
Partiu então para a Alemanha, com o intuito de prosseguir os seus estudos na Universidade de Berlim, onde permaneceu até 1841, tendo debatido sobretudo com as ideias de Hegel, professor e reitor daquela universidade. Regressou depois à Rússia e, após ter obtido a licenciatura pela Universidade de Moscovo, ocupou um cargo junto do Ministério da Administração Interna.
Em 1843 publicou o primeiro livro digno de atenção por parte da crítica, Parasha, e conheceu o grande amor da sua vida, uma cantora de ópera de nacionalidade espanhola, casada, de nome Pauline Viardot. O relacionamento entre ambos prolongou-se até à velhice, com o consentimento e a cumplicidade do marido da solista.
Após o aparecimento de obras como Razgovor (1843), Pomeshchik (1846) e Dnevnik Lishnego Cheloveka (1850), Turguêniev estabeleceu definitivamente a sua reputação como escritor em 1852, ao publicar Zapiski Okhotnika (Memórias de um caçador) Composta por vários contos, a obra girava em torno de um jovem aristocrata que vai descobrindo a verdade e a sabedoria na vida dos camponeses que trabalham na sua propriedade. Conta-se que o livro contribuiu grandemente para que o Czar Alexandre II da Rússia tomasse a decisão de libertar os servos por toda a Rússia e que, antes dele, o próprio Turguêniev o havia feito nos seus domínios, desobrigando cerca de cinco mil servos.
Tornou-se o primeiro escritor russo a celebrizar-se na Europa Ocidental, também graças ao aparecimento dos romances Rúdin (1856), Ninho de nobres (1859) e Na véspera (1860), obras que reflectiam de sobremaneira o seu amor por Pauline, muitas vezes idealizando o desejo de uma união mais completa, outras repensando o limiar do triângulo amoroso.
A publicação de Ottsy i Deti (Pais e filhos), em 1862, romance que relatava o conflito de um jovem estudante de Medicina, Evguêni Bazárov, que recusa tanto o conservadorismo das gerações mais velhas, como o radicalismo desenfreado da juventude. Turguêniev apodou o protagonista de "nihilista", cunhando assim o termo.

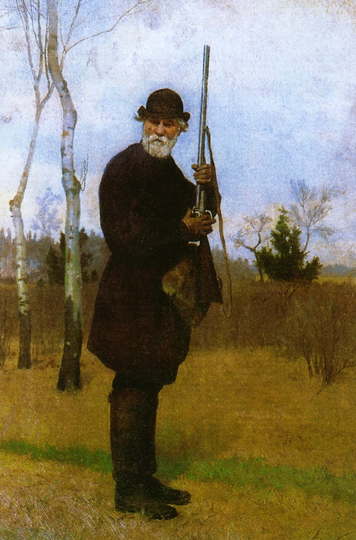
Ivan Turguêniev caçando (1879), por Nikolai Dmitriev-Orenburgsky.

O aparecimento da obra deu origem a grande controvérsia, o que fez com que o autor preferisse abandonar a Rússia. Partiu para a Alemanha, passou por Londres, e acabou por se estabelecer em Bougival, nos arredores Paris, junto do casal Viardot, onde veio a falecer.
Em meados da década de 1860, Turguêniev foi colaborador da revista literária Época e também se encontra colaboração da sua autoria na revista A Leitura (1894-1896).
Turguêniev nunca se casou, mas teve alguns casos com servas de sua família, um dos quais resultou no nascimento de sua filha ilegítima, Paulinette.
Seu amigo literário mais próximo era Gustave Flaubert, com quem compartilhava idéias sociais e estéticas similares. Ambos rejeitaram as visões políticas extremistas de direita e esquerda, e tinham uma visão de mundo sem julgamento, embora um pouco pessimista. Suas relações com Liev Tolstói e Fiódor Dostoiévski foram muitas vezes tensas, pois os dois, por várias razões, ficaram desanimados com a aparente preferência de Turguêniev pela Europa Ocidental.

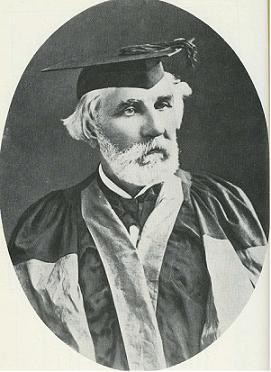
Turguêniev recebe doutorado honorário em Oxford, 1879.

Turguêniev, ao contrário de Tolstói e Dostoiévski, carecia de motivos religiosos em seus escritos, representando o aspecto mais social do movimento reformista. Ele foi considerado agnóstico.
Dostoiévski parodiou Turguêniev em seu romance Os demônios (1872) através do personagem do vaidoso romancista Karmazinov, que está ansioso para se tornar um jovem radical. No entanto, em 1880, o discurso de Dostoiévski na inauguração do monumento a Pushkin provocou uma espécie de reconciliação com Turguêniev, que, como muitos na plateia, foi levado às lágrimas pelo eloquente tributo de seu rival ao espírito russo.
Em 1879, foi-lhe conferido o grau honorário de Doutor em Direito Civil pela Universidade de Oxford, na Inglaterra.

Em janeiro de 1883, um agressivo tumor maligno (lipossarcoma) foi removido de sua região suprapúbica, mas nessa época o tumor apresentava metástase em sua medula espinhal, causando-lhe intensa dor nos últimos meses de vida. Em 3 de setembro de 1883, Turguêniev morreu de um abscesso espinhal, uma complicação do lipossarcoma metastático, em sua casa em Bougival, perto de Paris. Seus restos mortais foram levados para a Rússia e enterrados no Cemitério Volkovo, em São Petersburgo.

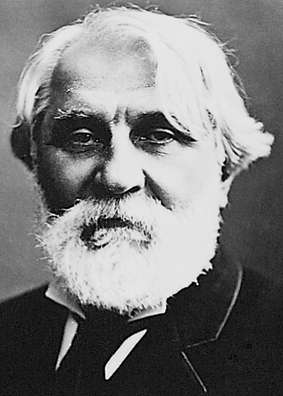
Ivan Turguêniev, foto de Félix Nadar (1820-1910).

## Algumas obras

### Romances
- 1857 - Рудин (Rudin) - Rúdin
- 1859 - Дворянское гнездо (Dvoryanskoye Gnezdo) - Um ninho de nobres
- 1860 - Накануне (Nakanune) - Na véspera
- 1862 - Отцы и дети (Ottsy i Deti) - Pais e filhos (Barcarena, Editorial Presença, 2023)
- 1867 - Дым (Dym) - Fumo (Lisboa, Relógio D'Água, 2009), ou Fumaça
- 1871 - Вешние воды (Veshinye Vody) - O Duelo (São Paulo, Clube do Livro, 1975) / Águas da Primavera (Lisboa, Relógio D'Água, 2010)
- 1877 - Новь - Terras Virgens

### Contos e Novelas

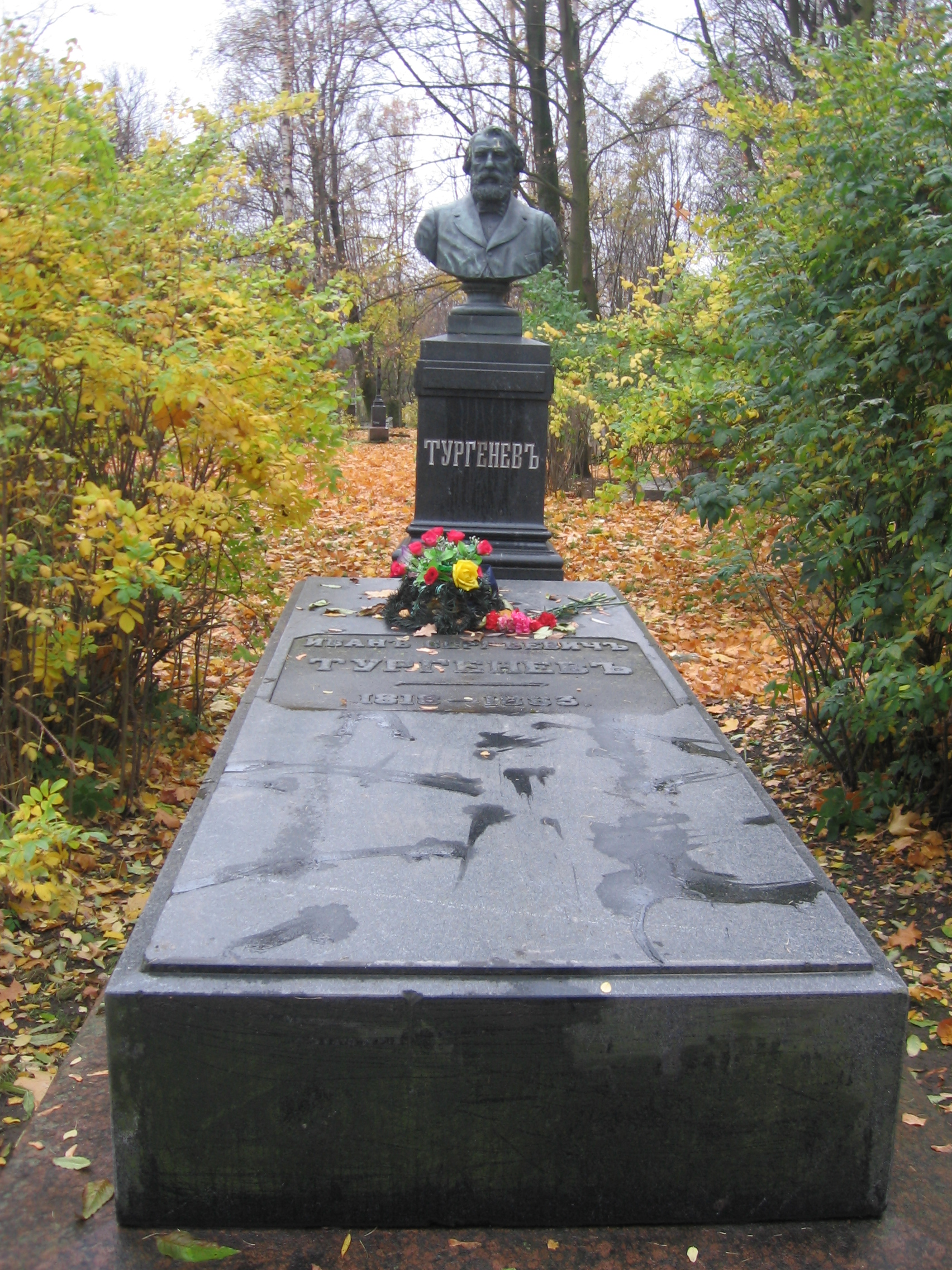
Sepultura no Cemitério de Volkovo.

- 1846 - Жид (O judeu)
- 1850 - Дневник лишнего человека (Dnevnik Lishnego Cheloveka) - O diário de um homem supérfluo
- 1852 - Записки охотника (Zapiski Okhotnika) - Memórias de um caçador
- 1854 - Муму - Mumu
- 1855 - Яков Пасынков - Yakov Pasynkov
- 1855 - Фауст - Fausto
- 1858 - Ася - Ássia
- 1860 - Первая любовь (Pervaia Liubov) - O Primeiro Amor (Lisboa, Relógio D'Água, 2008)
- 1866 - Собака (O cão fantasma)
- 1868 - Бригадир - O brigadeiro
- 1868 - История лейтенанта Ергунова - A história do tenente Ergunov
- 1870 - Странная история - Uma história estranha
- 1870 - Степной король Лир (Stepnoy Korol' Lir) - O rei Lear da estepe
- 1871 - Стук… Стук… Стук!.. - Toc… toc… toc!..
- 1874 - Пунин и Бабурин - Punin e Baburin
- 1876 - Часы - O relógio
- 1877 - Рассказ отца Алексея - A história do padre Alexei
- 1881 - Песнь Торжествующей Любви (Pesn' Torzhestvuiushchei Liubvi) - O Canto do Amor Triunfante
- 1882 - Клара Милич - Clara Militch

### Peças
- 1843 - Неосторожность - Imprudência
- 1845 – Безденежье (Bezdenezhye) - Sem dinheiro
- 1846 – Завтрак у предводителя (Zavtrak u predvoditelya) - Café da manhã com os líderes
- 1847 - Где тонко, там и рвется
- 1848 – Нахлебник (Nakhlebnik) - O comensal
- 1849 - Холостяк
- 1850 – Разговор на большой дороге (Razgovor na bolshoy doroge) - Uma conversa na estrada
- 1850 – Провинциалка (Provintsialka) - A provinciana
- 1850 - Месяц в деревне (Mesiats v Derevne) - Um mês no campo
- 1852 – Вечер в Сорренто (Vecher v Sorrento) - Uma noite em Sorrento

### Poesia
- 1843 - Параша - Parasha
- 1844 - Поп - O pope
- 1845 - Разговор - Conversa
- 1845 - Графиня Донато - Condessa Donato
- 1845 - Андрей - Andrei
- 1846 - Помещик - O proprietário
- 1847 - Филиппо Стродзи - Filippo Strodzi

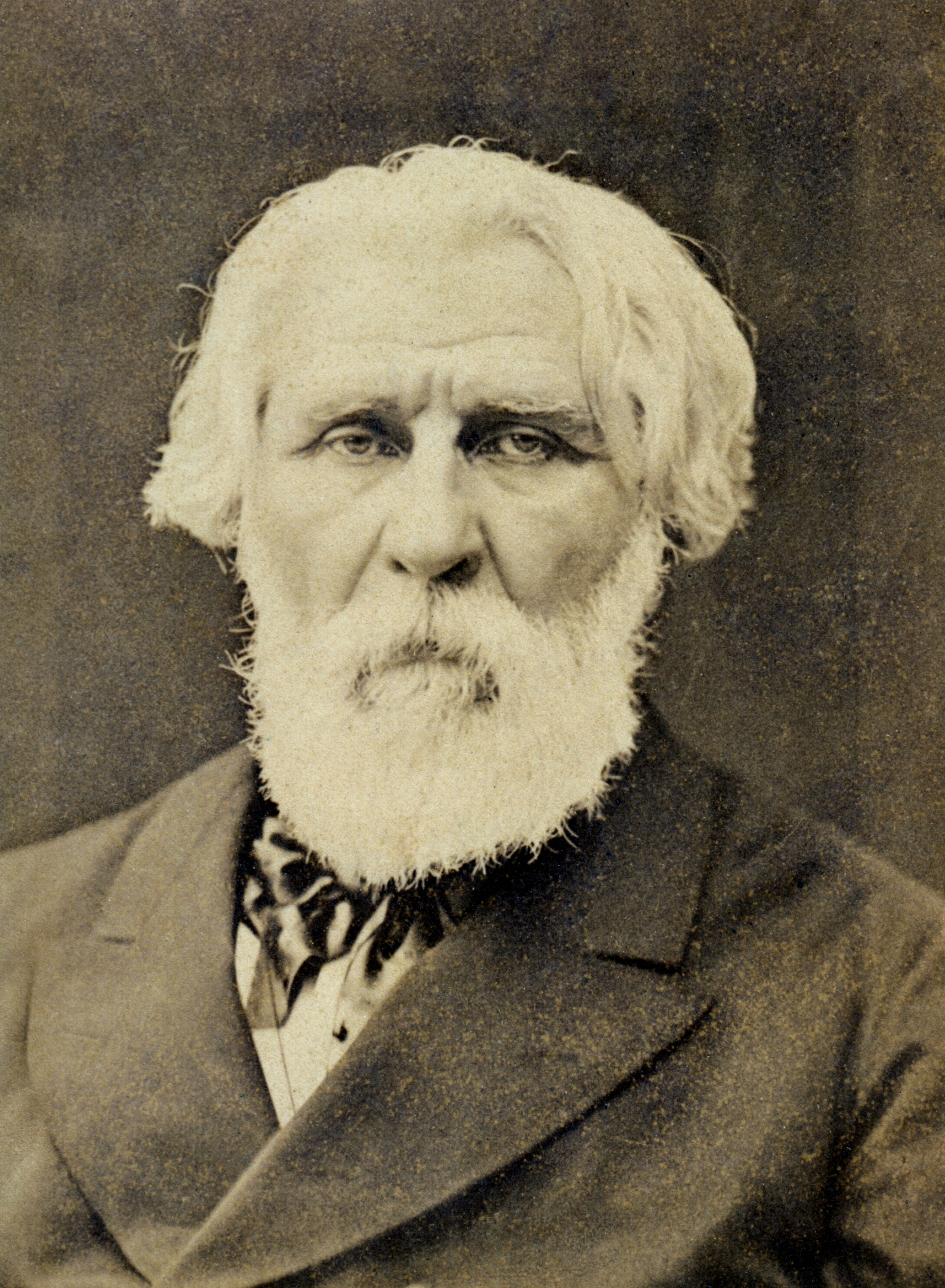
Turguêniev, 1880.

- 1850 - Кнут - Cnute

## Legado
A pureza artística de Turguêniev fez dele um dos favoritos de romancistas da mesma geração, como Henry James e Joseph Conrad, que preferiam Turguêniev a Tolstói e Dostoiévski. James, que escreveu nada menos que cinco ensaios críticos sobre o trabalho do escritor russo, afirmou que "seu mérito da forma é de primeira ordem" (1873) e elogiou sua "delicadeza requintada", que "faz com que muitos de seus rivais pareçam nos deter, em comparação, por meios violentos, e nos apresentar, em comparação, coisas vulgares" (1896). Vladimir Nabokov, famoso por seu afastamento casual de muitos dos grandes escritores, elogiou a "prosa musical fluida" de Turguêniev, mas criticou seus "epílogos" e "o tratamento banal de enredos". Nabokov afirmou que Turguêniev "não é um grande escritor, embora agradável", e o classificou em quarto lugar entre os escritores russos do século XIX, atrás de Tolstói, Gógol e Tchekhov, mas à frente de Dostoiévski.